# Pieter Kooistra
Pieter Kooistra (Leeuwarden, 24 juni 1922 - Tiel, 5 mei 1998) was een Nederlandse schilder, graficus, fotograaf, beeldhouwer en schrijver.

## Leven en werk
Pieter Kooistra werd op 24 juni 1922 te Leeuwarden geboren als jongste kind in het gezin van vader Broer Kooistra (1881 -1962), van beroep zuivelbewerker, en moeder Antje Dijkstra (1880-1969), van beroep naaister. Het paar kreeg drie kinderen: dochter Marijke (1912-1962), dochter Baukje (1914-1926) en ten slotte zoon Pieter. Pieter Kooistra huwde driemaal. De eerste keer met Doutze de Vries  te Sneek in 1947. Hij bekeerde zich gedurende dat huwelijk tot het Gereformeerde geloof. In later jaren heeft hij daar bewust afstand van genomen, zonder overigens het geloof in een hoger ‘iets’ te ontkennen. Nadat dit eerste huwelijk gestrand was, ontmoette hij in 1958 Gre Mannes, met wie hij in 1960 trouwde. Dit huwelijk liep stuk in 1966. Eind jaren zestig trouwde hij met Rosalie J. de Neve; dit huwelijk werd in 1977 ontbonden. De huwelijken bleven kinderloos. Na aanvankelijk lange tijd in Amsterdam gewoond te hebben, vestigde hij zich in het midden van de jaren zeventig in het in 1972 door hem gekochte oude Veerhuis aan de Waaldijk te Varik.
Kooistra was autodidact. Hij werkte voornamelijk expressionistisch-fauvistisch, in Leeuwarden, Bergen, Terschelling, Amsterdam en vanaf 1974 in Varik. Zijn voornaamste onderwerpen waren landschappen, naaktfiguren en non-figuratief werk. In Nederland is hij bekend geworden als de geestelijk vader van de kunstuitleen/artotheek. Hij vond dat een kunstwerk een middel is tot bewustwording van eenheid in verscheidenheid, zoals het leven zelf, en wilde dit ideaal dichter bij de gewone mensen brengen.
Pieter Kooistra was zeer sociaal betrokken. Hij was oprichter van de stichting "Uno-inkomen", waarschijnlijk de allereerste organisatie die pleitte voor een wereldwijd basisinkomen.
Kooistra organiseerde beeldenroutes van eigen werken en werken van andere kunstenaars in steden als Amsterdam, Alphen aan den Rijn, Ridderkerk en Tiel. In 1978 onthulde de gemeente Tiel zijn beeldenroute, de Collectie Straatbeeld. Hij had opdracht gekregen om bij de schouwburg Agnietenhof een kunstwerk te plaatsen. Kooistra berekende echter dat hij door middel van een leaseplan voor bedrijven wel twaalf beelden kon maken. Hij vervaardigde twaalf monumentale geometrisch-abstracte beelden van messing en aluminium. Al snel werd duidelijk dat het realiseren van twaalf beelden voor de prijs van één technisch nadelig uitpakte: een beeld werd van zijn sokkel gereden, een ander viel om tijdens een storm. In 1980 waren er nog maar vier beelden intact. In 2006 is een van de vier overgebleven beelden gerestaureerd en herplaatst bij de Waalkade. Samen met een ander beeld bij de Sint Maartenskerk geeft het een deel van de historie weer van een bijzonder project van een markante kunstenaar.
Pieter Kooistra is op 5 mei 1998 in het ziekenhuis te Tiel overleden. Hij heeft een ruime hoeveelheid kunst nagelaten aan de stichting Uno-inkomen (die nu UNO-Foundation heet), om te ruilen tegen noodzakelijke aankopen. Een aantal schilderijen is te zien in het Veerhuis in Varik.
In 2022 herdenkt cultureel centrum Zinder honderd jaar Pieter Kooistra met een tentoonstelling van zijn werk en een lezing over zijn kunst en gedachtegoed.

## Beeldhouwwerken (selectie)
- Innerlijke evenwichtsoefening (1978), plantsoen Sint Maartenskerk in Tiel
- Innerlijke evenwichtsoefening (1978), Waalkade in Tiel
- Zonder titel (jaartal onbekend, waarschijnlijk rond 1978), bij het Veerhuis in Varik
- Balans (1984), Amsterdamweg in Emmeloord

## Publicaties
- Pieter Kooistra, Voor, 1985, ISBN 90-7084-1010
- Pieter Kooistra, Het Ideale Eigenbelang - Een UNO-Marshallplan voor alle mensen, Uitgeverij Kok Agora, Kampen, 1993, ISBN 90-391-0574-X
- Pieter Kooistra, Getroffen in woord en in beeld (tekeningen en tekst over de watersnoodramp van 1953), CBK Zeeland, 2003, ISBN 90-6354-108-2

## Fotogalerij

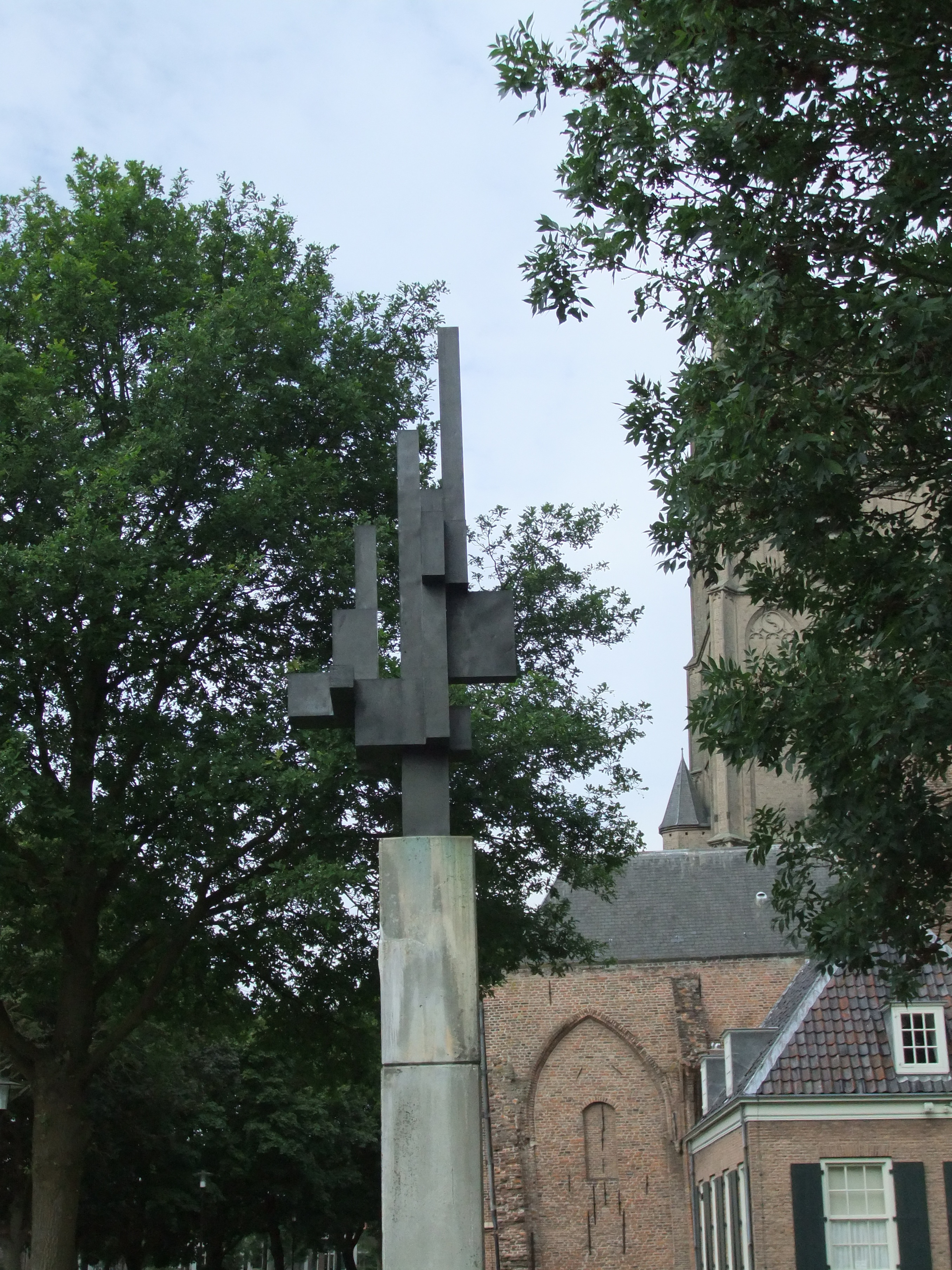
Innerlijke evenwichtsoefening bij de Sint Maartenskerk, Tiel
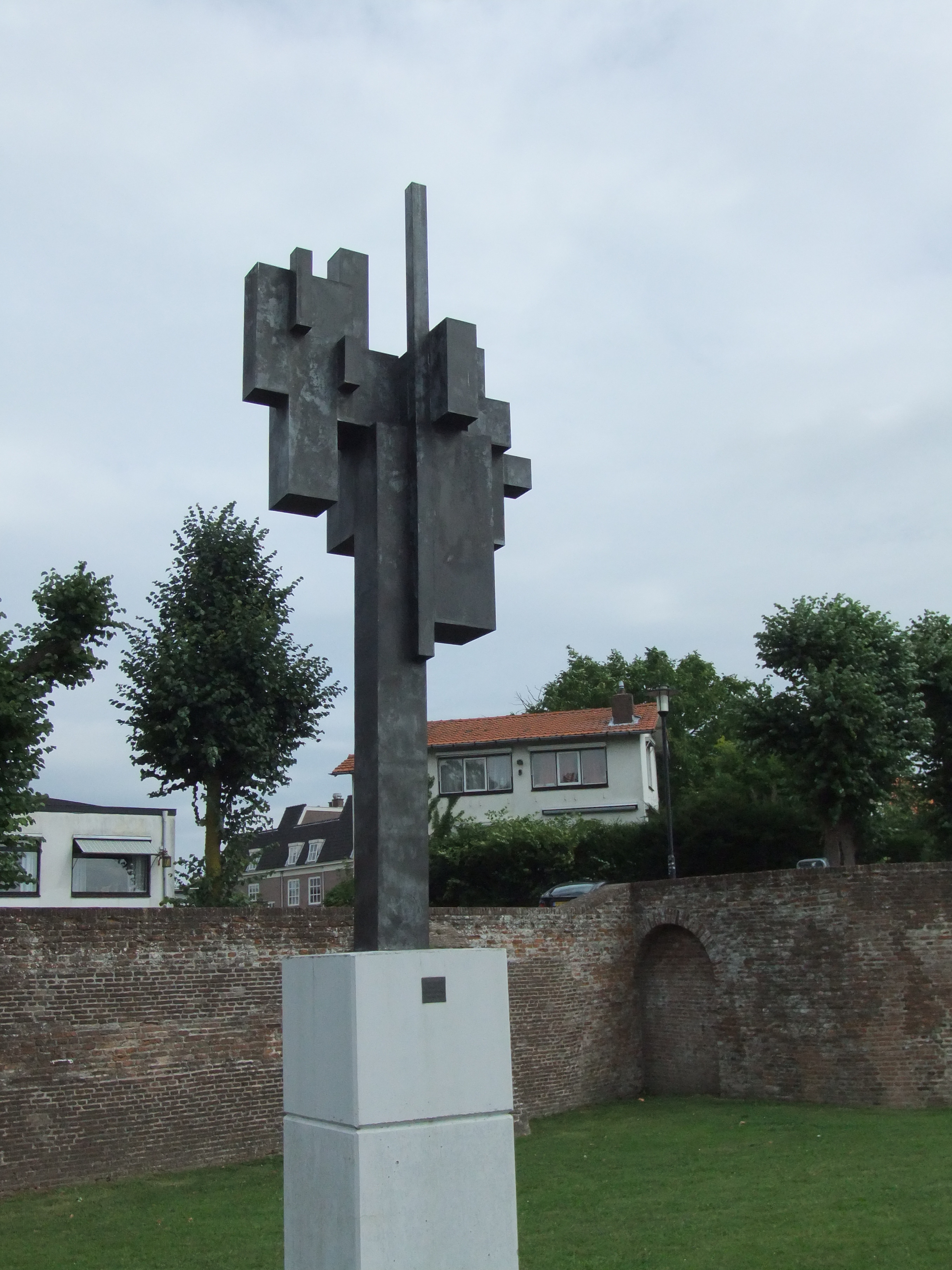
Innerlijke evenwichtsoefening op de Waalkade, Tiel
Zonder titel, op de Waalbandijk bij het Veerhuis in Varik
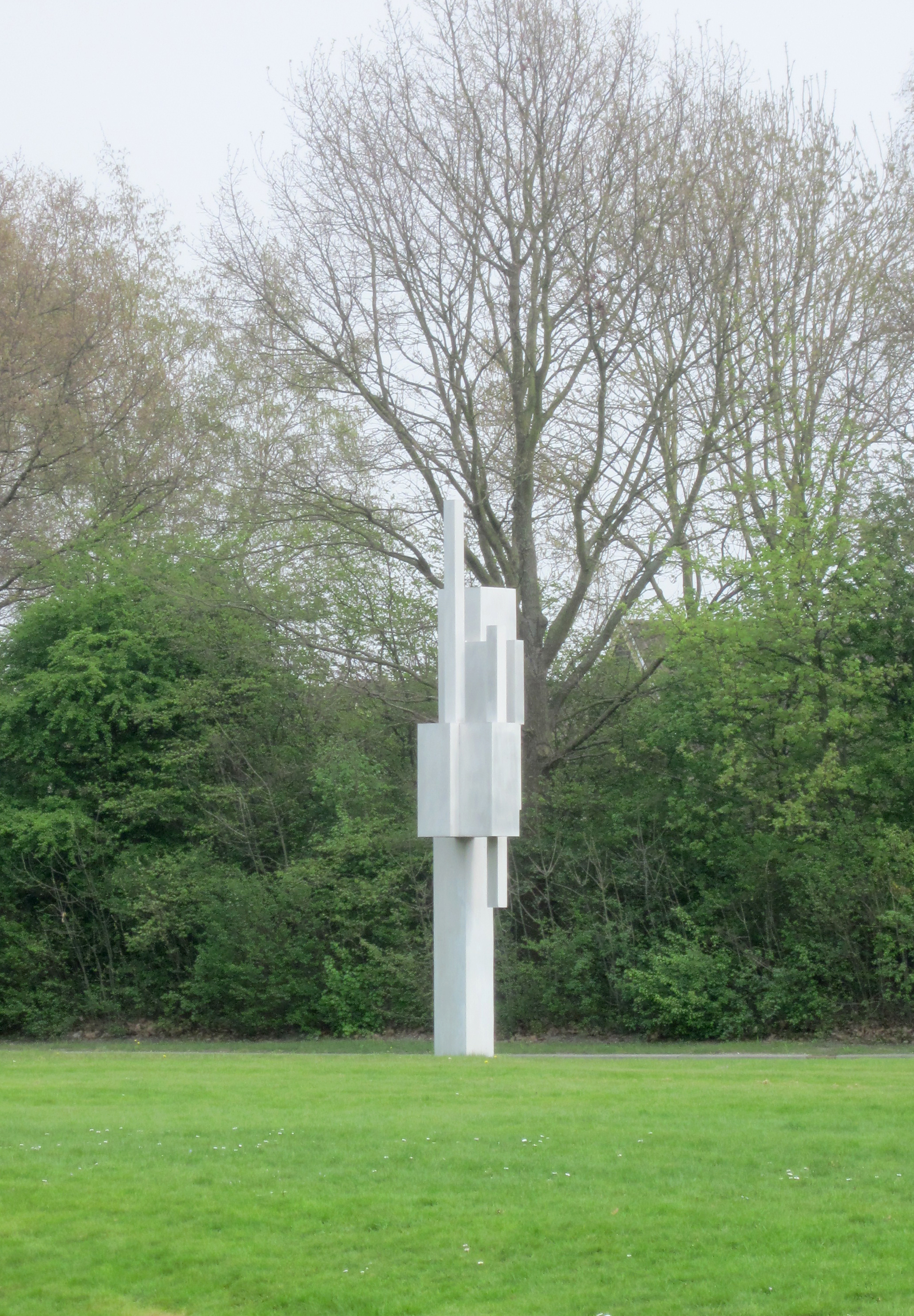
Balans, Amsterdamweg in Emmeloord